# Alexei Koșelev
Alexei Koșelev (Chisináu, 19 de noviembre de 1993) es un futbolista moldavo que juega de portero en el Atromitos de Atenas de la Superliga de Grecia.

## Selección nacional
Es internacional con la selección de fútbol de Moldavia. Fue internacional sub-21 antes de convertirse en internacional absoluto en 2015, en un partido frente a la selección de fútbol de Rusia.

## Clubes
| Club                    | País         | Año       |
| ----------------------- | ------------ | --------- |
| CF Găgăuzia             | Moldavia     | 2010-2011 |
| Dacia Buiucani 2        | Moldavia     | 2011-2013 |
| FC Real-Succes (cedido) | Moldavia     | 2012-2013 |
| FC Saxan                | Moldavia     | 2014-2015 |
| FC Tiraspol             | Moldavia     | 2015      |
| F. C. Sheriff Tiraspol  | Moldavia     | 2015-2017 |
| CSM Politehnica Iași    | Rumania      | 2017-2018 |
| Fortuna Sittard         | Países Bajos | 2018-2021 |
| Júbilo Iwata            | Japón        | 2021-2022 |
| Lamia F. C.             | Grecia       | 2023-2024 |
| Atromitos de Atenas     | Grecia       | 2024-     |

## Palmarés

### Títulos nacionales
| Título                | Club                   | País     | Año  |
| --------------------- | ---------------------- | -------- | ---- |
| Supercopa de Moldavia | F. C. Sheriff Tiraspol | Moldavia | 2015 |
| Divizia Națională     | F. C. Sheriff Tiraspol | Moldavia | 2016 |
| Supercopa de Moldavia | F. C. Sheriff Tiraspol | Moldavia | 2016 |
| Divizia Națională     | F. C. Sheriff Tiraspol | Moldavia | 2017 |
| Copa de Moldavia      | F. C. Sheriff Tiraspol | Moldavia | 2017 |